# スモーキング・ハイ
『スモーキング・ハイ』（原題：Pineapple Express）は、2008年にアメリカ合衆国で公開されたコメディ映画。

## 概要
人気コメディアンのセス・ローゲンと『スパイダーマン』シリーズで知られる若手俳優ジェームズ・フランコが間の抜けたコンビをコミカルに演じた本作。製作と原案は、数々のヒットコメディ映画を生みだしてきたジャド・アパトーが務めた。サスペンスの要素やアクション映画の要素も数多くあるが、コメディ映画というジャンルに徹しており、男の友情に焦点を当てた“バディフィルム”でもある。共演には、ダニー・マクブライド、ゲイリー・コール、ロージー・ペレス、エド・ベグリー・Jrらが顔を揃えている。なお、原案を務めたジャド・アパトーは、クエンティン・タランティーノが脚本を務めた『トゥルー・ロマンス』のブラッド・ピット演じるキャラクターから本作のアイディアを得たという。日本では劇場未公開で、DVDリリースされた。なおフラフラの麻薬常習者をコミカルに演じたフランコは、見事ゴールデングローブ賞のミュージカル・コメディ部門男優賞にノミネートされた。全米週末興行収入成績最高位2位（2008年8月8日-10日）。

## あらすじ
裁判所への召喚状を配達する“配達人”デール（セス・ローゲン）は受取人に嫌がられながらも、うまくやりながら召喚状を渡す日々を送っていた。マリファナ常習者である彼は、ある日知り合いの売人ソール（ジェームズ・フランコ）から極上の一品と称される“パイナップル・エクスプレス”を購入。その効力に身を任せてその日最後の仕事へ向かうデール。召喚状を渡す相手は麻薬で財を成したテッド（ゲイリー・コール）だった。ハイテンションで屋敷に着き、車を出ようとした時、彼は屋敷の窓越しに一人の男が女性警官のキャロル（ロージー・ペレス）から殺されるのを目撃してしまう。急いでその場から逃げようとするが、運悪く彼らから気づかれてしまい、ソールと共に命を狙われることに。ことがことなのだが、どこか抜けたマリファナ中毒の二人は行く先々で騒動を巻き起こしていく。

## キャスト
※括弧内は日本語吹替
- デール・デントン - セス・ローゲン（乃村健次）
- ソール・シルバー - ジェームズ・フランコ（竹若拓磨）
- レッド - ダニー・マクブライド（遠藤純一）
- テッド・ジョーンズ - ゲイリー・コール（横島亘）
- キャロル - ロージー・ペレス（加藤悦子）
- バドロフスキー - ケヴィン・コリガン（隈本吉成）
- マセソン - クレイグ・ロビンソン（天田益男）
- アンジー・アンダーソン - アンバー・ハード
- ロバート・アンダーソン - エド・ベグリー・Jr
- シャノン・アンダーソン - ノーラ・ダン
- エドワーズ先生 - ジョー・ロー・トルグリオ
- ジェフ・ミラー兵卒 - ビル・ヘイダー（金谷ヒデユキ）
- ブラット将軍 - ジェームズ・レマー（中村浩太郎）
- ケン - ケン・チョン

## スタッフ
- 監督：デヴィッド・ゴードン・グリーン
- 原案：ジャド・アパトー
- 製作：ジャド・アパトー、ショーナ・ロバートソン
- 製作総指揮：セス・ローゲン、エヴァン・ゴールドバーグ
- 音楽：グレーム・レヴェル
- 撮影：ティム・オアー
- 編集：クレイグ・アルパート